# Acalolepta y-signata
Acalolepta y-signata är en skalbaggsart som först beskrevs av Gilmour 1956.  Acalolepta y-signata ingår i släktet Acalolepta och familjen långhorningar. Inga underarter finns listade i Catalogue of Life.